# Turnpike Lane

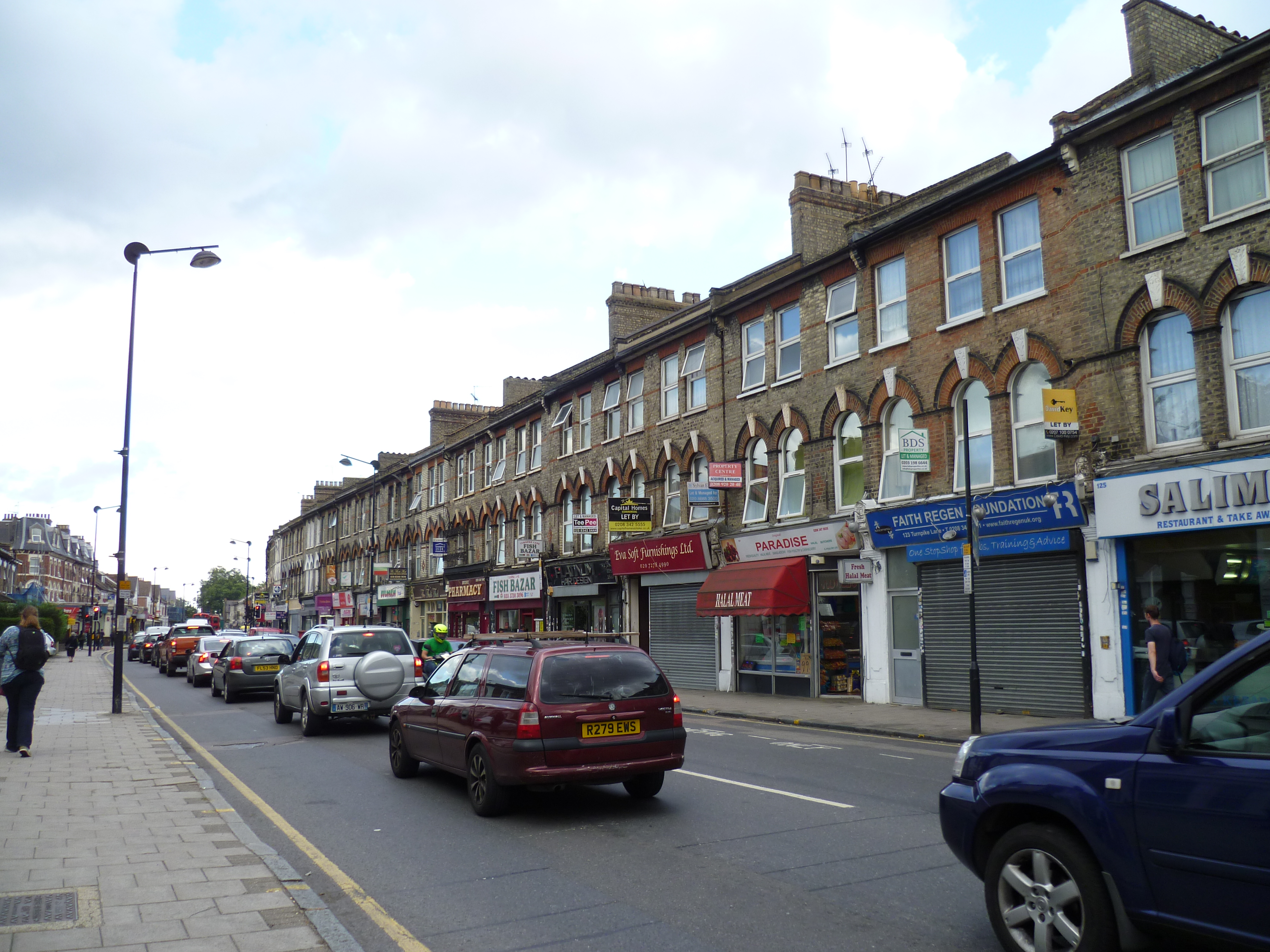
Vista della strada.

Turnpike Lane è una via del borgo di Haringey a Londra.
Si trova sulla linea blue della metropolitana londinese "Piccadilly Line" all'omonima fermata Turnpike Lane. La strada è inserita in una zona residenziale abitata da molti immigrati tra cui turchi, balcanici e polacchi, di classe sociale medio-bassa.
La vicinanza della metropolitana permette inoltre di raggiungere i luoghi più importanti di Londra in breve tempo.
Viale di media tranquillità, è caratterizzato dalla presenza di negozi alimentari, bar e fast food di piccole dimensioni, in genere di proprietà degli immigrati turchi. Alcuni locali sono aperti 24 ore su 24 "Licence off".
 La strada è inoltre luogo di fermata di numerosi bus. Un piccolo parco si trova quasi di fronte alla fermata della metropolitana.